# Johann Knoderer
Johann Knoderer (* um 1492 in Rottenburg am Neckar; † 25. oder 26. Juni 1565 in Stuttgart) war württembergischer Kanzler.
Er studierte ab 1508 Jura in Leipzig, ab 1510 in Tübingen und ab 1513 in Heidelberg, war 1523 Dr. jur. utr. in Tübingen und zeitweise Schulmeister der Lateinschule in Pforzheim. Von 1520 bis 1529 war er an der Universität Tübingen tätig, wo er Vorlesungen über Rhetorik hielt und 1523/24 Dekan der Artistenfakultät war. 1529 bis 1534 war er württembergischer Kanzler in Mömpelgard und von dort 1530 auf dem Reichstag zu Augsburg. 1534/35 war er Kanzler in Stuttgart, danach von 1535 bis 1550 württembergischer Hofkanzler, anschließend Geheimer Rat und ab 1553 Oberrat. Als Hofkanzler konzipierte er fast alle wichtigen Schreiben des württembergischen Hofes, unter Herzog Christoph zählte er zu den vier Geheimen Räten.